# Trichostomum sporaphyllum
Trichostomum sporaphyllum là một loài Rêu trong họ Pottiaceae. Loài này được (Renauld & Cardot) Cardot miêu tả khoa học đầu tiên năm 1915.